# Escenografia

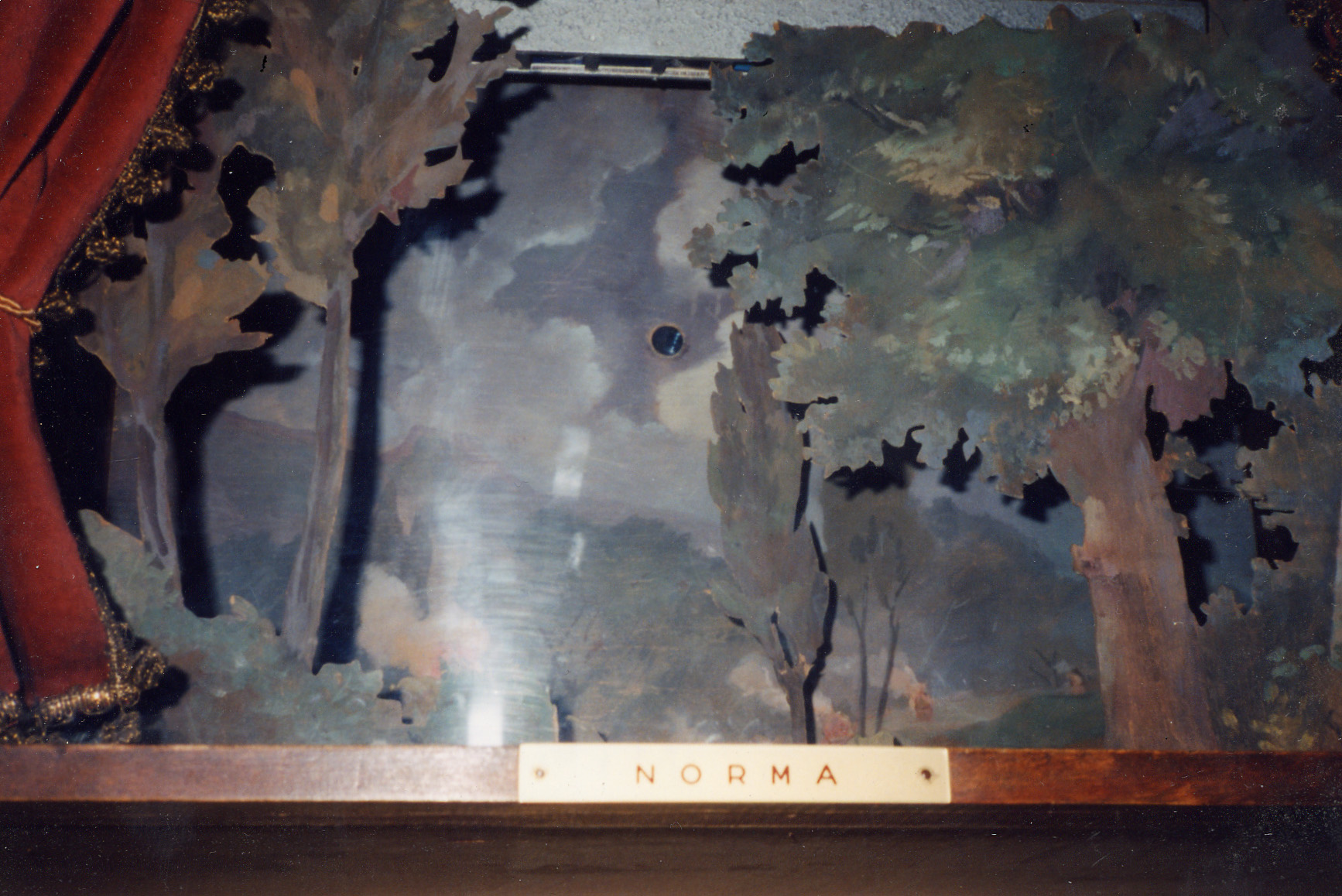
Reproducció de l'escenografia de l'òpera dels moments Norma

L'escenografia és el conjunt d'elements visuals que conformen una escenificació, siguin materials (decorat, utillatge teatral), la il·luminació o la caracterització dels personatges (vestuari, maquillatge, perruqueria), ja sigui l'escenificació destinada a presentació en viu (teatre, dansa), cinematogràfica, audiovisual, expositiva o destinada a altres esdeveniments.

## Història

### Proposta teatral

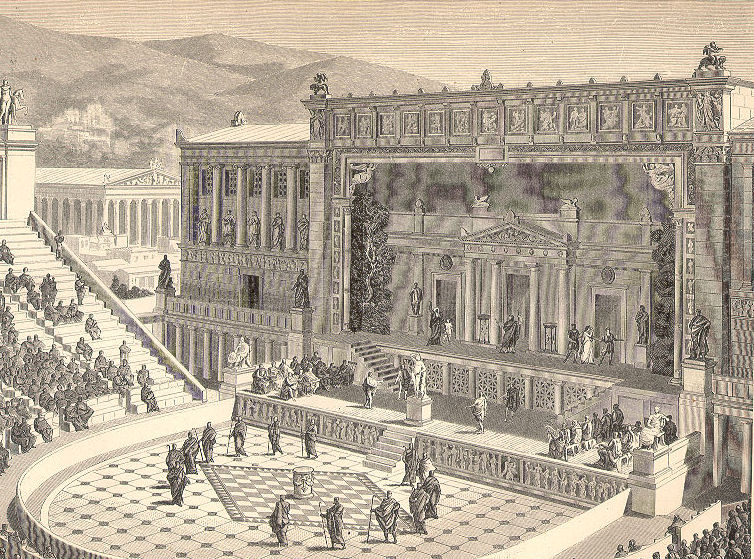
Escenografia del teatre romà d'Atenes

L'escenografia o pintura d'escena té les seves arrels al teatre grec. Els grecs van usar el periacte, artifici especial que empraven en els seus teatres per canviar decoracions. Consistia en un aparell prismàtic de revolució amb un paisatge diferent pintat en cadascuna de les seves tres cares. Hi havia un periacte en cada costat de l'escenari, i en girar quedava canviada la decoració. A l'Èdip Rei de Sòfocles (430 aC), per exemple, el prisma que se situava a la dreta representava el districte de la ciutat de la qual formava part el palau central, i el periacte de l'esquerra mostrava en perspectiva la camp àtica per on entraven els personatges que venien de Delfos. El periacte és l'origen dels bastidors, usats per primera vegada el 1620, al teatre Farnesio de Parma. El bastidor és una armadura de llistons sobre el qual s'aplica un llenç o paper i s'utilitza pintant sobre les dues cares: cadascuna correspon al paisatge o arquitectura que ha de representar l'escenari, el teló de fons dona les característiques principals.

### Edat mitjana[4]

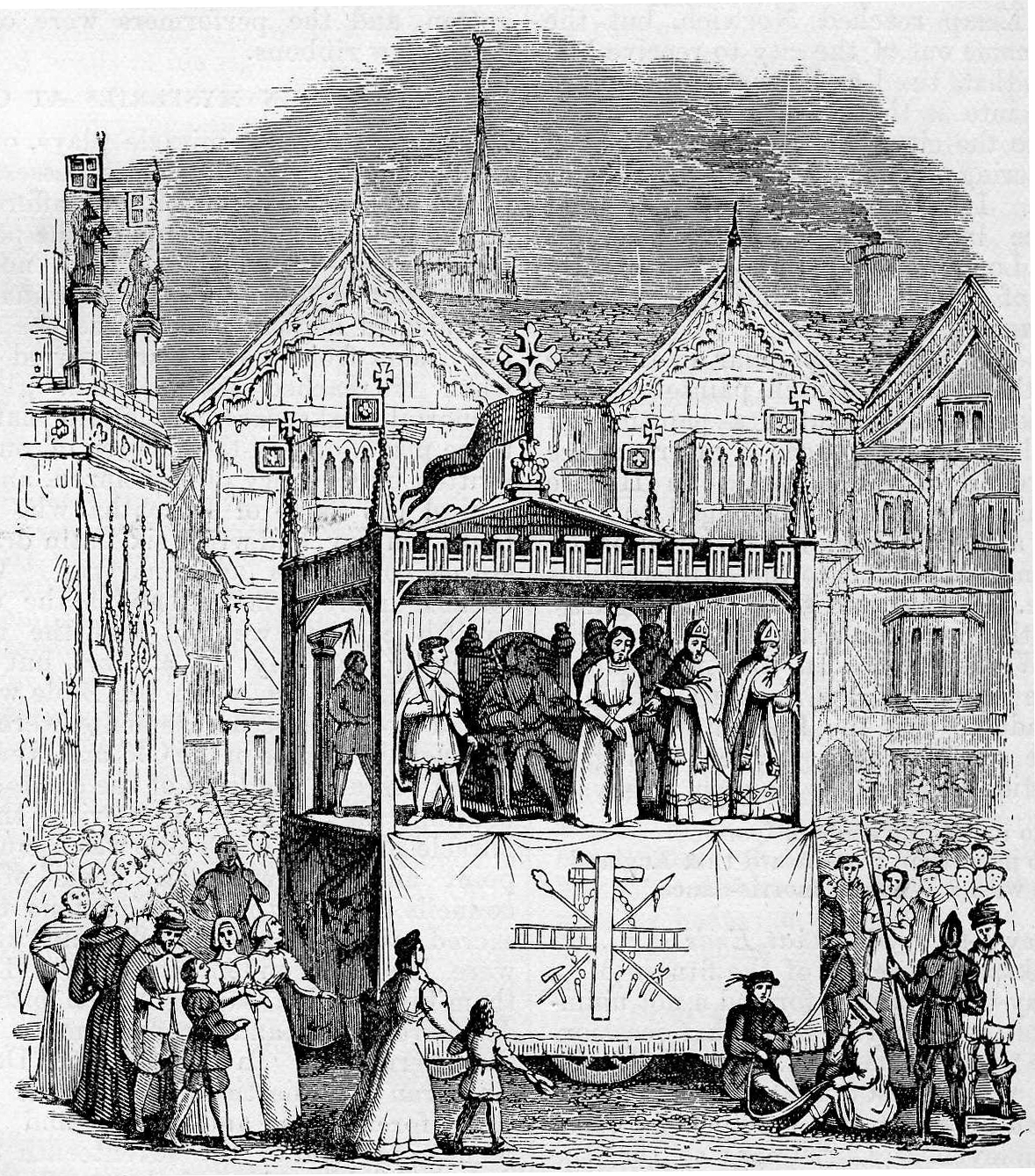
Carreta escenari medieval

Entre les innecessàries variacions de l'escenografia que han tingut influència en la tècnica escènica, pot citar-se la decoració circular de les cèlebres carretes-escenes de l'edat mitjana, sobre la qual es presentaven davant els espectadors els més pintorescs llocs propis dels diversos episodis dels misteris o els jocs escènics de l'època. Aquesta particular troballa és precursora dels escenaris giratoris moderns. Una altra de les característiques de la mateixa època era l'escena simultània, on se succeïen els llocs d'acció de l'espectacle; aquesta escena ha tingut el seu ressò en el teatre contemporani, com es pot veure en el decorat de diverses habitacions simultànies, o en els carros juxtaposats que passen per la boca de l'escena canviant els llocs davant els ulls dels espectadors.
En tota la història de l'escenografia podrien estudiar-se casos com aquests, els quals, considerats des del punt de vista estètic, donarien lloc a deduccions curiosíssimes. Una de les innovacions millor aconseguides en els escenaris moderns d'aquests últims 30 anys, consisteix en els magnífics suggeriments aconseguits amb elements plàstics sintètics i amb simples fons de cortines negres o de colors neutres. Doncs bé, si es furga en el passat es comprova el seu origen en primitives representacions, particularment a Anglaterra, en les que un simple cartell indicava el lloc o una veu despertava la imaginació dels espectadors explicant les excel·lències d'un decorat que no existia.
Això evidencia que hi ha hagut problemes de formes similars en tots els temps, i conceptes pràctics coincidents. L'escenografia pura com a contribució de la personalitat del pintor escenògraf per aconseguir un tot orgànic en l'espectacle i una atmosfera adequada a l'obra, és una conquesta de l'època moderna.

### Edat moderna
El renaixement ens dona per primera vegada un teatre (l'Olímpic de Vicenza, 1585, obra de l'arquitecte Andrea Palladio) amb un escenari de fusta, síntesi grandiosa de l'estètica arquitectural de l'escenografia de l'època, i que consistia que la decoració estigués disposada segons els cànons artístics de la perspectiva lineal. Columnes corínties, baixos relleus, estàtues, i cornises adornen la façana escènica. Enmig s'obre la porta major, o porta reial, segons Vitrubio, perquè només els actors principals apareixien per ella, a manera del teatre grec. A través de l'obertura es veuen palaus de relleu aplanat, reduïts en perspectiva, formant un carrer que sembla la de Tebes, perquè aquesta va ser la ciutat en què va regnar Èdip, i amb la tragèdia del mateix nom es va inaugurar el teatre. La il·lusió òptica de l'extensió del carrer és completa. Gradualment va anar transformant-se la decoració fixa en mòbil, i l'escena va tenir una època majestuosa i brillant tant a Itàlia com a França. L'òpera va participar en el desenvolupament, perquè era un gènere que reclamava gran presentació i suport econòmic. Però perquè aquestes noves conquestes cobressin importància era necessari que l'arquitecte, que era al seu torn constructor i pintor, anés deixant pas als escenògrafs, és a dir, als especialistes en l'art de crear climes escènics.

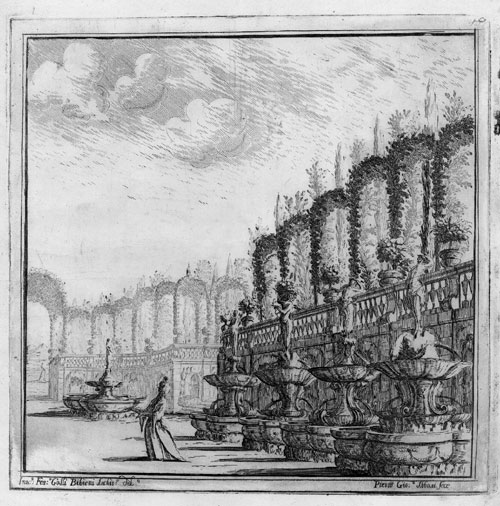
Parc en una escenografia de Galli Bibiena

 La família Galli Bibiena (1659 - 1743) van fer la troballa d'aconseguir i llançar la nova perspectiva pictòrica, de manera que l'arquitectura no només es veiés de front, sinó que ens oferís aspectes des de diferents angles. D'aquesta manera va néixer un tipus nou d'escenògraf pintor. La il·luminació escènica també havia d'ajudar en les conquestes de l'escenografia. Les bateries de llums van ser una innovació del segle xvii.
França havia d'intervenir per consolidar les noves conquestes. Lleó Moussinac, expert en aquesta matèria, diu sobre això:  El sistema modern de decorats de tela pintada, és a dir, de decoracions successives en reemplaçament de decorats simultanis va ser creat per Mahelot i Laurent, que van treballar per Molière. D'aquesta època és Giovanni Niccolo Servandoni, gran escenògraf que va muntar els millors espectacles d'òpera. Va ser en aquest admirable segle xvii quan va néixer la decoració teatral pròpiament dita, en la qual va posar llavors l'artista la seva originalitat i l'aportació de la seva personalitat.

### Romanticisme
Durant el romanticisme, l'escenografia viu una etapa de plenitud. El nom més destacat d'aquest període és Francesc Soler i Rovirosa, el primer a experimentar amb la llum elèctrica el 1874. A Alemanya, coneix de primera mà l'escenografia que es fa de les obres de Richard Wagner al teatre de Bayreuth i és un dels artistes que més intenta adaptar-la al teatre català.
Els deixebles més reconeguts de Francesc Soler i Rovirosa són Fèlix Urgellès, Maurici Vilomara, Joan Morales i Salvador Alarma. L'escenografia generarà una escola que arriba fins a mitjan segle xx de la mà de Josep Mestres Cabanes.
Els tallers on es construeix l'escenografia, l'època d'esplendor dels quals va del 1850 al 1950, s'ubiquen originàriament al mateix teatre, dalt de l'escenari. Més tard, per tal de poder atendre les peticions d'altres teatres, els escenògrafs s'instal·len en antics teatres o grans locals. La seva estructura condiciona la productivitat i és necessari que disposin de molta alçada per desplegar els telons, lloc per guardar els estris, una bona il·luminació i sobre tot un pont o passadís per poder veure tot el decorat des de dalt.

## Noves tendències en l'escenografia

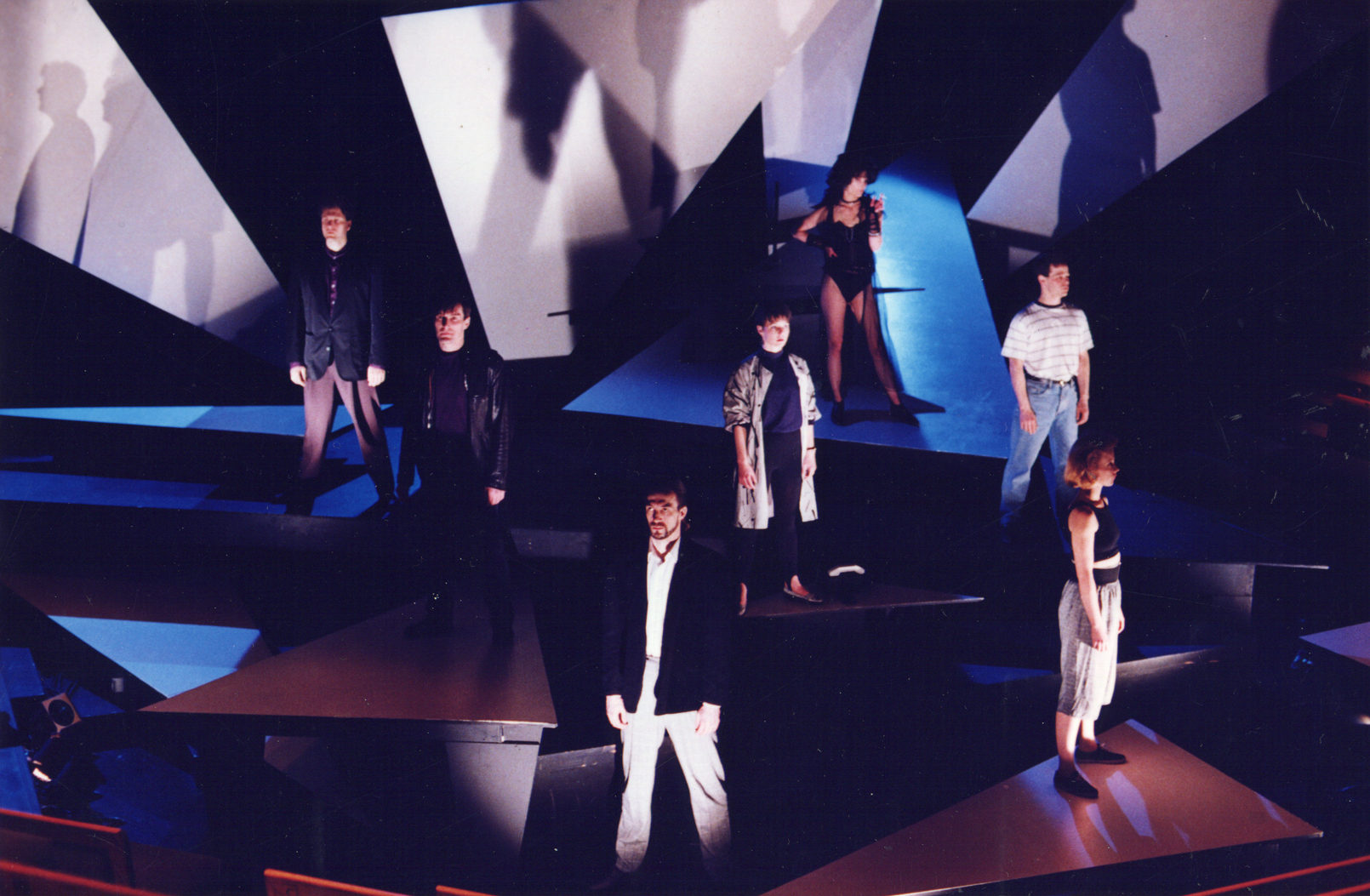
Escenografia de l'any 1989

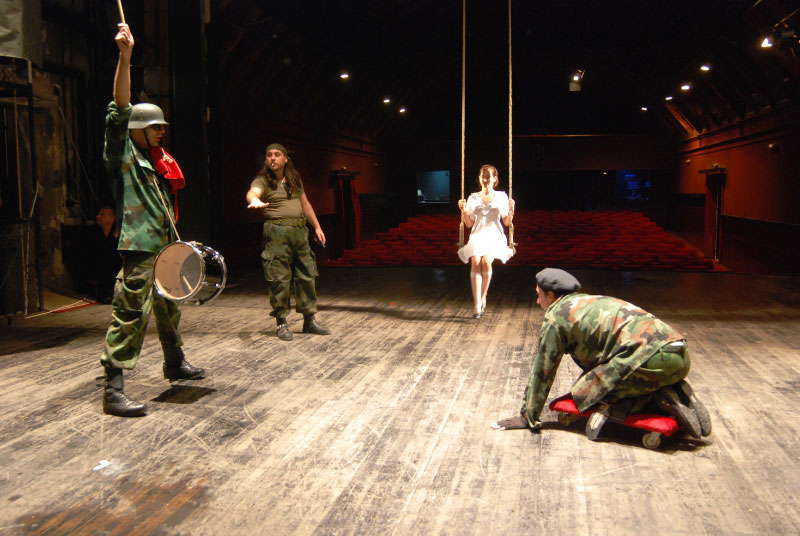
L'escenografia pot limitar-se al vestuari, o la llum, o algun element o objecte aïllat

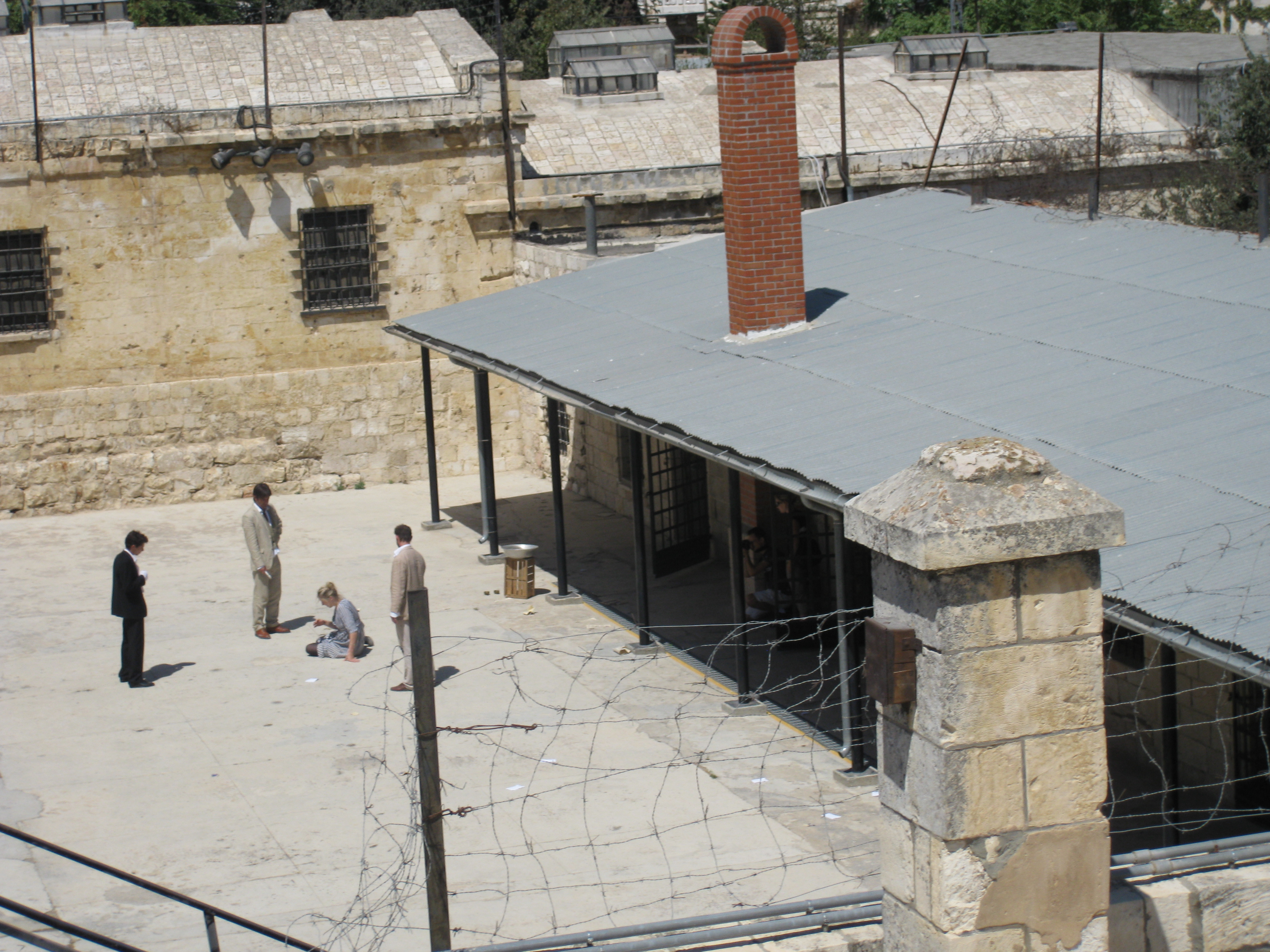
L'escenografia actual tendeix a aprofitar els espais naturals o reals, quan es presenta en llocs públics

Tot contribueix a la formació de les noves tendències escenogràfiques perquè els problemes deixin de ser d'ordre exterior. Les habitacions es tanquen amb parets i plafons, perquè el naturalisme exigeix una realitat ambient que no s'aconsegueix amb bastidors i telons de fons. El gas substitueix la il·luminació amb espelmes i llànties d'oli. El 1887, el Teatre Lliure d'Antoine, a París, buscava la veritat en el decorat fent aparèixer una font de la qual brollava aigua durant la representació. Les estètiques se succeeixen com les teories; així veiem com el simbolisme necessita una nova fórmula (1890):  La decoració ha de ser una pura ficció ornamental que completi la il·lusió per les seves analogies de color i de línies amb el drama . Pintors com Maurice Denis i Odiló Redon es van adherir a aquest principi i un home de teatre com Lugné-Poé va donar el seu talent a les iniciatives del moment en  teatre de l'Oeuvre  (1892).
Tots els ballets de Diaghilev (1909) descobreixen escenògrafs de la talla de Backs, Benois i Roerich. A Alemanya es treballava amb entusiasme sota les directives de Max Reinhardt, i de Stanislavsky, director del Teatre d'Art de Moscou i una de les figures de l'avantguarda. A Anglaterra existia Gordon Craig, un geni del teatre, que lluitava per donar un estil a l'escenari perquè no es confongués amb la realitat. Adolfo Appia i George Fuchs projectaven iniciatives profundes.
Tot estava preparat per recollir els grans avantatges que aportava l'electricitat. La transformació havia arribat. Existia de fet una llum que podia exaltar el color, projectar ombres, crear atmosferes no conegudes fins llavors i donar relleu al corpori en l'escena.
Pablo Picasso va fer decorats per al ballet de Manuel de Falla, El sombrero de tres picos, i Jacques Copeau així com Gaston Baty, Luis Jouvet i Charles Dullin van acollir fervorosament les més audaces tendències. Antón Giulio Bragaglia i Enrico Prampolini a Itàlia van crear escenografies dins de directives molt personals.
Els russos han tingut sempre el sentit del teatre. A Rússia va ser on els Ballets Russos de Sergei Diaghilev van néixer, revelant-nos l'escenografia de Shéhérazade, la influència va durar més de deu anys en la decoració teatral.
Després de la Revolució d'Octubre de 1917 el teatre rus aconsegueix un gran desenvolupament. El teatre d'Estat de Meyerhold és un dels més audaços laboratoris de mise en scène de la Rússia soviètica. Cal no oblidar tampoc el Teatre Kamerny, el Stanislavski, el Habima i les realitzacions assolides per Tairov.

## Videomapatge
Les diverses tècniques de videomapatge han estat incorporades a l'escenografia actual. És el cas, per exemple, de concerts de música en directe o d'òperes.